# التحالف (فنون القتال المختلطة)
صالة التحالف للفنون القتالية المختلطة (بالإنجليزية: Alliance MMA Gym)‏ هي منشأة أمريكية للتدريب على الفنون القتالية المختلطة تقع في تشولا فيستا، كاليفورنيا، وهي موطن لعدد من مقاتلي الفنون القتالية المختلطة المحترفين الذين حققوا نجاحًا في منظمات مثل يو إف سي، ووورلد إكستريم كايج فايتينج، والقوة الضاربة وبيلاتور.